# Koji Takamatsu
Koji Takamatsu (高松浩ニ, Takamatsu Kōji) é um mestre de Caratê, do estilo Wado-ryu, que foi um dos pioneiros na introdução dessa arte marcial no Brasil, quando chegou em 1956. Nasceu em 1930 na província de Hyogo, Japão. Reside em São Paulo, onde mantém um dojô.

## Biografia
Nasceu na cidade de Kakogawa, da província japonesa de Hyōgo, em  21 de Dezembro de 1930. Teve contato com artes marciais na juventude, quando iniciou seu treinamento diretamente com o mestre Hironori Otsuka, criador do estilo Wado-ryu de Caratê. Graduou-se em agronomia pela Universidade de Tóquio, em 1953. E, em Fevereiro de 1956, chegou ao Brasil, onde logo começou a divulgar sua arte marcial. Possui o 9° dan de Caratê, além dos 8° dan em Shindo yoshin-ryu Kempo e 2° em Judô.
Tornou-se importante figura, pelo que é membro da comissão da Diretoria Técnica da entidade que coordena o estilo Wado-ryu mundialmente, sendo o Presidente das divisões para a América Latina e Brasil.